# Пам'ятник Івану Франку (Сіверськодонецьк)
Па́м'ятник Іва́ну Франку́ — пам'ятник-погруддя українському письменнику та поетові Івану Франку у місті Сіверськодонецьку Луганської області.
Розташований у сквері біля Сіверськодонецького міського театру драми.
Пам'ятник Франку для Сіверськодонецька було виготовлено на Митищинському заводі художнього лиття й встановлено в 1956 році (100-річчя від народження поета) біля новозбудовного Клубу хіміків (тепер міський драмтеатр).

## Опис пам'ятника
Бюст Івана Франка встановлений на високому чотиригранному гранітному постаменті з написом: «И. Я. Франко 1856—1916». Поет одягнутий у піджак поверх вишиванки.